# Elfriede Spiegelhauer
Elfriede Spiegelhauer, geb. Uhlig, (* 3. September 1934 in Pobershau; † 21. November 2013 in Görsdorf, Pockau-Lengefeld) war eine Skilangläuferin aus der DDR.

## Werdegang
Spiegelhauer wurde in den 1950er Jahren durch den Trainer des Pobershauer Wintersportvereins, Karl Kraus, entdeckt und gefördert. Ihr erster Start bei einem internationalen Großereignis war bei der Weltmeisterschaft 1954 in Falun. Für die gesamtdeutsche Mannschaft startete sie erstmals 1956 in Cortina d’Ampezzo bei Olympischen Winterspielen. Sie belegte im Rennen über zehn Kilometer mit mehr als fünf Minuten Rückstand auf die Siegerin Ljubow Kosyrewa den 26. Platz und in der Staffel gemeinsam mit Else Ammann und Sonnhilde Hausschild den siebenten Platz. Ab 1958 trainierte sie im Stützpunkt Marienberg des SC Dynamo Klingenthal. Für die Olympischen Winterspiele 1960 konnte sie sich zwar qualifizieren, blieb in Squaw Valley jedoch ohne Einsatz. Zwei Einsätze hatte sie 1964 in Innsbruck: Über fünf Kilometer belegte sie Platz 19, über zehn Kilometer Platz 16. Spiegelhauer war vielfache Medaillengewinnerin bei den nationalen Meisterschaften der DDR. Sie beendete ihre sportliche Laufbahn 1966.
Im Rahmen des Bergfestes wurde sie 1964 zur Ehrenbürgerin ihres Heimatdorfes Pobershau ernannt.